# Kevin Smith (acteur)
Kevin Tod Smith (Auckland, 16 maart 1963 – Peking, 15 februari 2002) was een Nieuw-Zeelandse acteur. Zijn bekendste rol was Ares, God van de Oorlog, in de televisieseries Hercules: The Legendary Journeys en Xena: Warrior Princess.
Kevin werd geboren in Auckland en verhuisde op 11-jarige leeftijd met zijn familie naar het stadje Timaru op het Zuidereiland. Tijdens zijn middelbareschooltijd speelde hij in rock-'n-roll-bandjes en was eigenlijk nooit van plan acteur te worden. Zijn droom was om te spelen voor de All Blacks, het beroemde rugbyteam van Nieuw-Zeeland.
Smith rolde min of meer toevallig in het theaterwereldje. Hij speelde college rugby aan de Canterbury University. Omdat hij een paar weken wegens een hersenschudding niet mocht spelen, gaf zijn vrouw Sue hem op voor een auditie voor de Elvis Presley musical Are You Lonesome Tonight. Hij kreeg de rol van bodyguard en werd understudy van de hoofdrolspeler. Rollen in televisiefilms, dramaseries en een soapserie volgden.
Internationale bekendheid kreeg hij door zijn rol van Ares in de series Hercules: The Legendary Journeys en Xena: Warrior Princess. Hij was te zien in meer dan vijftig afleveringen.
Naast acteren bleef hij ook muziek maken. Hij speelde in een aantal alternatieve rock bands, waaronder The Wide Lapels die ‘de slechtste nummers uit de jaren zeventig’ ten gehore bracht en een grote schare fans had.
Kevin overleed op 38-jarige leeftijd in Peking (China) aan de gevolgen van een val van een hoog decorstuk. De filmopnames voor Warriors of Virtue: The Return to Tao (2002) waren toen net afgerond.